# Volkswagen Phideon
La Volkswagen Phideon (in cinese: 輝 昂; pinyin: Huī áng) è una vettura prodotta dalla casa automobilistica tedesca Volkswagen dal 2016.
Da non confondere con Volkswagen Phaeton

## Descrizione
La Phideon è una berlina di grandi 
dimensioni realizzata sulla piattaforma Volkswagen MLB e viene prodotta dalla Volkswagen in joint-venture con la cinese SAIC, nello stabilimento di Shanghai della SAIC Volkswagen. La vettura è basato sulla versione allungata per il mercato cinese dell'Audi A6 ed è la prima VW ad utilizzare il pianale modulare MLBevo.
Presentata al Salone di Ginevra 2016, viene realizzata esclusivamente per il mercato cinese, con le vendite in Cina sono iniziate nel luglio 2016. Al lancio la vettura è disponibile con un motore a benzina V6 da 3,0 litri da 296 CV (abbinabile in opzione anche alla trazione integrale 4Motion) e con un quattro cilindri turbo da 2,0 litri TSI a trazione anteriore siglato EA888 da 224 CV e 350 Nm di coppia; entrambi i propulsori sono accoppiati a un cambio a doppio frizione a 7 marce.

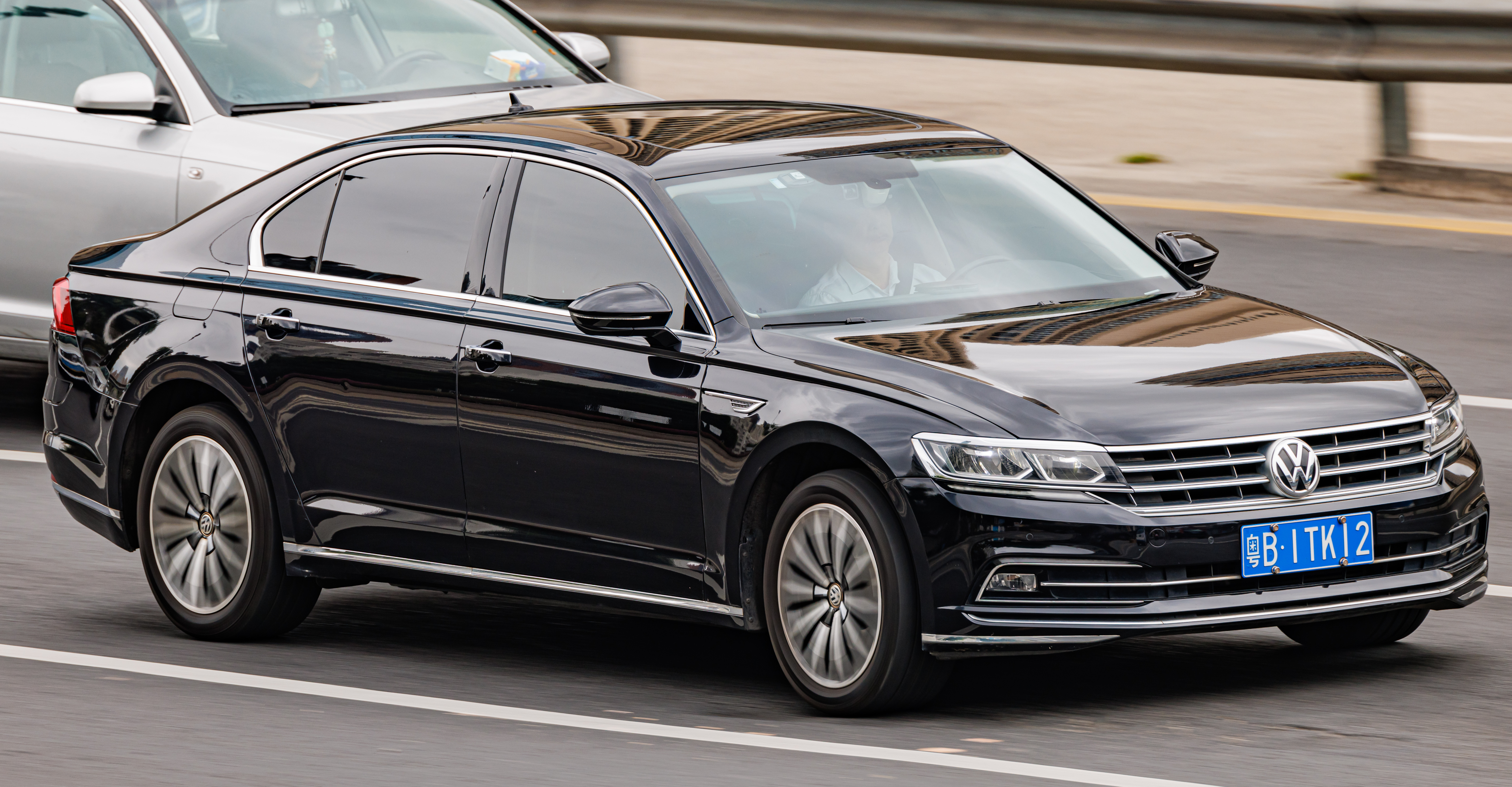
Restyling

Nell'aprile 2017 al salone di Shanghai è stata introdotta una versione ibrida plug-in denominata GTE.

## Restyling 2020
La versione aggiornata della Phideon è stato presentata nel 2020 durante il salone di Guangzhou. Il restyling ha introdotto un nuovo paraurti anteriore con inediti inserti cromati modificando le sezioni intorno ai fendinebbia, nuovi fanali a LED e una nuova calandra che si caratterizza per la presenza di una striscia a LED che si estende su tutta la griglia che va ad unire i fari e del logo Volkswagen illuminato. Le versioni a trazione integrale, con il motore V6 e ibrida plug-in sono state tolte dal listino.